# Inspektorhaus (Brandenburg an der Havel)

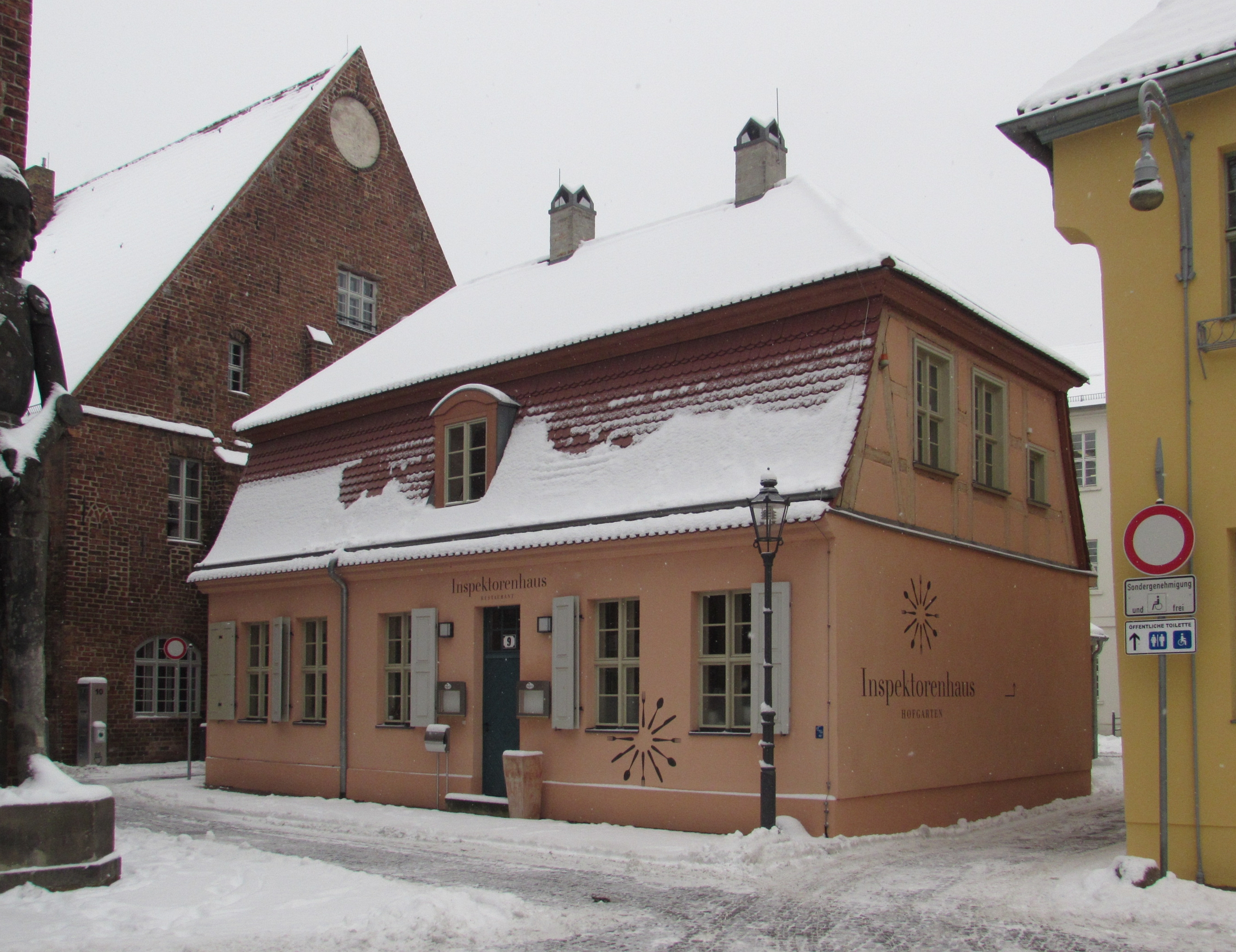
Das Inspektorhaus am Altstädtischen Markt

Das Inspektorhaus (auch Inspektorenhaus) ist ein historisches Gebäude in der Stadt Brandenburg an der Havel. Es ist als Baudenkmal ausgewiesen.

## Geschichte
Das Inspektorhaus wurde wahrscheinlich 1742 auf dem Gelände des ehemaligen Stadthofes errichtet. Das Gebäude wurde als Wohnhaus für einen Inspektor genutzt. Später wurde es Lagerhaus. Nach erfolgter Sanierung und Restaurierung wurde ein Restaurant, das Inspektorenhaus angesiedelt. Im Flügel befinden sich öffentliche Toiletten.

## Bauwerk
Das Inspektorhaus ist ein barockes Gebäude in der Altstadt Brandenburg am Altstädtischen Markt 9. Es steht in direkter Nachbarschaft zum Altstädtischen Rathaus und weiteren denkmalgeschützten Gebäuden, mit denen es ein herausragendes Gebäudeensemble bildet.
Das Haus steht frei und traufständig zum Marktplatz. Es ist ein einstöckiges Fachwerkhaus. Die Vorderseite ist verputzt. Der Eingang am Altstädtischen Markt ist schlicht gestaltet. Die Rechteckfenster sind mit Fensterläden versehen. Ebenfalls verputzt ist der untere Bereich der südwestlichen Außenwand. Das Fachwerk liegt an der nordöstlichen, der Rück- und im Bereich des Giebels der südwestlichen Außenwand frei. Das Inspektorhaus besitzt ein Mansarddach. Dieses ist zu den Giebeln krüpplig abgewalmt. Es ist mit roten Biberschwänzen eingedeckt. Zum Markt ist eine Rundgaube als Fensteröffnung in das Dach eingearbeitet. An der Rückseite befindet sich ein einstöckiger Gebäudeflügel mit Satteldach.